# Bernard Knitter
Bernard Knitter est un lutteur polonais né le 28 février 1938.

## Palmarès

### Championnats du monde
- Médaille de bronze en 1965 à Tampere (Finlande).